# 1995年法国爆炸案
1995年法国爆炸案指发生在1995年法国巴黎和里昂公共交通系统，以及维勒班的一所学校的一系列恐怖袭击事件。这些袭击由阿尔及利亚武装伊斯兰组织（GIA）发动，他们试图将阿尔及利亚内战扩展到法国。这些袭击造成了八人死亡，全部发生在7月25日的首次袭击中。袭击还导致190人受伤。
对伊斯兰拯救阵线（FIS）联合创始人阿卜杜勒巴基·萨赫努伊的暗杀是伊斯兰恐怖分子在法国恐怖活动扩大的前奏。

## 袭击事件

### 巴黎地铁爆炸
1995年7月25日，巴黎RER地铁B线的圣米歇尔站发生了一起瓦斯瓶爆炸事件。紧急服务车辆随后在圣米歇尔广场及周围的桥梁和街道上进行救援，圣母院广场成为直升机降落点，附近的咖啡馆Le depart Saint-Michel被用作野战医院。当晚8点，法国电视二台的国家新闻宣布有四人在一起“神秘爆炸”中丧生，另有40人受伤。当时，没有官方消息证实这是一起恐怖袭击事件。这一点直到后来才得到确认，最终的结果是造成八人死亡和117人受伤。这是自1983年巴黎-奥利机场袭击以来法国发生的最严重的恐怖袭击事件，也是GIA在1995年在法国进行的爆炸袭击中唯一的致命袭击。
8月17日，一颗藏在巴黎凯旋门附近公共垃圾箱中的炸弹造成16人受伤。这颗炸弹是由一颗装满钉子的瓦斯瓶组成。
8月26日，一颗巨大的炸弹在里昂附近一条法国高速列车铁轨上被发现。它本应在火车通过时爆炸。炸弹上发现了哈立德·凯尔卡尔（Khaled Kelkal）和布阿勒姆·本赛德（Boualem Bensaïd）的指纹。该组织的领导人凯尔卡尔很快被确认身份，并且他的照片在整个法国广为流传。随后的爆炸袭击包括9月3日对巴黎第11区的露天市场的袭击，造成三人受伤；以及9月7日在里昂附近的维勒班纳一所犹太学校附近发生的汽车炸弹爆炸，造成13人受伤。
通缉嫌疑人哈立德·凯尔卡尔在9月29日被法国国家宪兵部队（EPIGN）成员在里昂附近在逮捕过程中抵抗时被击毙。然而，袭击事件仍在持续，10月6日，也就是哈立德·凯尔卡尔的葬礼当天，巴黎地铁的梅松布朗什站发生了另一起煤气罐爆炸事件，造成12人受伤。布阿勒姆·本赛德的指纹再次被发现在炸弹上。次日，一份由基地组织伊斯兰武装组织（GIA）指挥官贾梅尔·齐图尼于9月23日写的声明送到开罗的路透社，他表示这次“圣战”是为了惩罚法国支持阿尔及利亚政府的行为。还有一封信通过法国驻阿尔及尔大使馆寄给雅克·希拉克，敦促他皈依伊斯兰教。
10月17日，RER C线的奥赛博物馆和圣米歇尔-圣母院站之间的一个煤气罐爆炸，造成29人受伤。调查人员在附近一个地铁站发现了一张被斯曼·艾特·阿里·贝尔卡姆使用的交通卡，该卡在袭击发生前几分钟使用过。
在早晨地铁和RER车站的搜查中，还发现了其他的炸弹，并成功进行了排除，没有造成人员伤亡，这些炸弹往往藏在公共厕所中。为了防止炸弹被隐藏在内部，加强了安全措施，所有公共垃圾箱都被清除掉。

## 逮捕和审判
武装伊斯兰组织和“凯尔卡尔团伙”的成员后来因各种指控而受到起诉。一些嫌疑人逃往英国。对拉希德·兰达的引渡程序始于1995年，并持续了近十年，期间兰达一直被关押在伦敦的贝尔马什监狱。最终，兰达于2005年12月1日被引渡到法国与爆炸事件有关。2007年10月26日，兰达因为资助袭击事件被判处无期徒刑。
根据FBI的恐怖主义顾问埃文·科尔曼的说法，用于资助这些爆炸事件的一部分资金来自于与瑞典汉宁的布兰德伯根清真寺有关的人。

## 事后
这些事件严重影响了阿尔及利亚与法国之间的关系。雅克·希拉克拒绝会见阿尔及利亚部长，公开表示GIA可能受到阿尔及利亚秘密机构的操纵。
法国在1996年加强了反恐立法，允许警方夜间进行搜查。法国政府还暂停了申根协议，该协议允许欧洲国家之间自由流动，这些限制一直持续到1996年3月。
法国国家安全警报系统"Vigipirate"由于这些袭击事件于1995年9月启动，截至2020年仍然有效。危机在1997年利昂内尔·若斯潘成为总理和1999年阿卜杜勒-阿齐兹·布特弗利卡成为新一任阿尔及利亚总统后才逐渐缓解。